# Ризеншнауцер
Ризеншнауцерът е порода куче.

## Описание
Бързи и бдителни, шнауцерите са много добри кучета-пазачи. Някога били използвани във фермата, за да наглеждат стадата говеда.
Въпреки мрачната си външност, ризеншнауцерът всъщност е много общително и контактно куче. Силно привързан към стопаните си, прекрасно познава не само членовете на семейството, но и техните приятели и съседи. Бурно се радва, когато общува с хората от „своята глутница“ и винаги е готов активно да ги защитава. Към животните, с които живее под един покрив, в това число и други кучета, обикновено е търпелив.
Към децата, особено които са израснали с него, се отнася нежно и леко покровителствено. С удоволствие играе с тях, макар и да не обича много шумните игри, охотно изпълнява командите, но само докато нищо не заплашва младия стопанин.
Издръжливи и трудолюбиви, ризеншнауцерите лесно се обучават за изпълнение на различни служби и завинаги запомнят получените навици. Светкавичната реакция и бурния темперамент правят много силно впечатление на хората, които не познават породата. Секунда е нужна на весело гонещият топката ризеншнауцер, за да забрави своята игра и се превърне в жесток и агресивен звяр, когато над стопанина е надвиснала опасност.
Към непознатите ризеншнауцерът се отнася неутрално, а понякога и дружелюбно, но само ако те се държат, от гледна точка на животното, скромно и сдържано.

## История
Родината на ризеншнауцера са Баварските Алпи, по-точно местността между Лех и Изар-Ин.
Първите писмени сведения за възможните прадеди на ризеншнауцера принадлежат на немския кинолог Райхенбах, който в 1836 г. описва средни по размер, твърдокосмести пинчери с брада, силно напомнящи шнауцерите, но картини изобразяващи стада пазени от ризеншнауцери са били известни доста преди това.
По-късно, в 1837 г. австрийския кинолог Фитплингер в книгата си „Кучета и породи“, описва няколко вида пинчери, между които е и баварския вълкодав. Породата е охарактеризирана, като силно, черно или черно-кафяво куче с дълъг косъм, силно развити гърди и изправени уши. Към средата на XIX в. ризеншнауцерите са били достатъчно известни и членовете на Баварския кралски дом са имали такива кучета като част от семейството, както уелската овчарка е станала придружител на английския трон, а руската хрътка – жител на Царско село.
В края на XIX в. се появяват първите култивирани представители на породата – чистокръвните селски шнауцери се кръстосват с немския дог. Не са останали свидетелства за резултатите от тези първи опити.
Пред широката публика ризеншнауцерите са представени през 1902 г., но интереса не е голям заради силните различия в отделните индивиди, както в размера им, така и в окраската. Скоро след това, през 1909 г., представените 29 ризеншнауцера предизвикват възторга на публиката.

## Външен вид
На външен вид ризеншнауцера е увеличено копие на стандартния шнауцер. Със силно развита мускулатура, изключително активен и издръжлив, ризеншнауцера съответства на изискванията заради които е бил създаван – работа в тежки условия. Има леко клепнали уши и „мустаци“ от косми на муцуната.

### Височина
Височината в холката у възрастните индивиди е около 65 – 70 см за мъжките, и 60 – 65 см за женските. Идеален се счита средния ръст. Предполага се, че твърде едрите представители на породата губят от подвижността си и стават негодни за универсална употреба. Твърде малките екземпляри не оправдават наименованието на породата (ризен – великан) и не могат с пълна сила да разгърнат своите работни възможности.

### Тегло
35 – 38 kg за женските и 37 – 45 kg за мъжките.

### Козина
Обикновено ризеншнауцерите са черни на цвят, без оттенъци, петна и др. подобни.
Стандарта на породата допуска и цвят „сол-пипер“, т.е. косъма по цялата си дължина има по-тъмни и по-светли зони, като общия тон е черен. Разрешават се оттенъци от сребристо до тъмно-стоманен. Във всички случаи муцуната е в по-тъмна маска, която хармонира с общия оттенък на кучето.

## Здравословно състояние
Както и всички големи породи кучета, ризеншнауцерите са предразположени към сърдечно-съдови заболявания и заболявания на опорно-двигателния апарат. Падащата над очите козина намалява риска от инфекция на очите.